# William Butler (attore)
William Butler (...) è un attore, regista, truccatore, effettista e produttore statunitense.
Butler è noto per aver interpretato personaggi che vengono uccisi in molti dei film horror in cui è apparso. Ha recitato in Venerdì 13 parte VII - Il sangue scorre di nuovo nel ruolo di Michael, La notte dei morti viventi nel ruolo di Tom, Non aprite quella porta - Parte 3 nel ruolo di Ryan e come Ben in due episodi della serie televisiva Freddy's Nightmares. 

## Filmografia parziale

### Attore
- Ghoulies II - Il principe degli scherzi (Ghoulies II), regia di Albert Band (1985)
- Stato d'assedio (Under Siege), regia di Roger Young (1986)
- Terror Night, regia di Nick Marino e André De Toth (1987)
- Venerdì 13 parte VII - Il sangue scorre di nuovo (Friday the 13th Part VII: The New Blood), regia di John Carl Buechler (1988)
- Lady Avenger, regia di David DeCoteau (1988)
- Stay tuned for the murder, regia di Gary Jones (1988)
- Arena, regia di Peter Manoogian (1989)
- Sepolti vivi (Buried Alive), regia di Gérard Kikoïne (1990)
- Non aprite quella porta - Parte 3 (Leatherface: The Texas Chainsaw Massacre III), regia di Jeff Burr (1990)
- Night of the cyclone, regia di David Irving (1990)
- La notte dei morti viventi (Night of the Living Dead), regia di Tom Savini (1990)
- Inner Sanctum, regia di Fred Olen Ray (1991)
- Spellcaster, regia di Rafal Zielinski (1992)
- Watchers III, regia di Jeremy Stanford (1994)
- Leather Jacket Love Story, regia di David DeCoteau (1997)
- Power Rangers Turbo - serie TV (1997)
- Watchers Reborn, regia di  John Carl Buechler (1998)
- Power Rangers Lost Galaxy - serie TV (1999)
- Il mio cane Skip (My dog Skip), regia di Jay Russell (2000)
- Mothman, regia di Douglas TenNapel (2000)

### Regista
- Black Velvet Pantsuit (1995)
- Madhouse (2004)
- La prigione maledetta (Furnace) (2007)
- Demonic Toys 2 (2010)

### Sceneggiatore
- Black Velvet Pantsuit (1995)
- Return of the Living Dead: Necropolis (2005)
- Return of the Living Dead: Rave to the Grave (2005)
- The Gingerdead Man (2005)
- Demonic Toys 2 (2010)
- Gingerdead Man 2: Passion of the Crust (2008)
- Gingerdead Man 3: Saturday Night Cleaver (2011)
- Barbie & Kendra Save The Tiger King (2020)
- Barbie & Kendra Storm Area 51 (2020)